# Kim Si-hoo
Kim Si-hoo (Hàn tự: 김영준, Hán tự: 金荣俊, Hán-Việt: Kim Vinh Tuấn, sinh ngày 2 tháng 1 năm 1988) là một nam diễn viên Hàn Quốc. Anh tham gia diễn xuất trong các bộ phim Sympathy for Lady Vengeance (Người đẹp báo thù, 2005), A Bloody Aria (Bản nhạc đẫm máu, 2006), Sunny (2011), Love Rain (2012), và Steel Cold Winter (2013).

## Các phim tham gia

### Phim
| Năm  | Tựa                         | Vai                                                               |
| ---- | --------------------------- | ----------------------------------------------------------------- |
| 2005 | Sympathy for Lady Vengeance | Geun-shik                                                         |
| 2006 | The City of Violence        | Seok-hwan lúc trẻ                                                 |
| 2006 | A Bloody Aria               | Hyeon-jae                                                         |
| 2011 | Sunny                       | Oh Joon-ho lúc trẻ (những năm 1980) / con trai của Joon-ho (2011) |
| 2011 | My Way                      | Tsukamoto                                                         |
| 2013 | Steel Cold Winter           | Seo Yoon-soo                                                      |
| 2015 | Veteran                     | thám tử Yoon                                                      |

### Phim truyền hình nhiều tập
| Năm  | Tựa                                             | Vai                                                                            | Đài  |
| ---- | ----------------------------------------------- | ------------------------------------------------------------------------------ | ---- |
| 2003 | Sharp 1                                         | Lee Soon-shin (khách mời)                                                      | KBS2 |
| 2008 | Formidable Rivals                               | Cha Young-gu                                                                   | KBS2 |
| 2008 | The Secret of Coocoo Island                     | Kim Shi-hoo                                                                    | MBC  |
| 2012 | Love Rain                                       | Lee Dong-wook (những năm 1970) / Lee Seon-ho (con trai của Dong-wook năm 2012) | KBS2 |
| 2014 | Wild Chives and Soy Bean Soup: 12 Years Reunion | Yoo Joon-sung                                                                  | jTBC |
| 2019 | I Wanna Hear Your Song                          | Kim I An                                                                       | KBS2 |